# Flower of the Dusk
Flower of the Dusk è un film muto del 1918 sceneggiato e diretto da John H. Collins che ha come interprete principale la popolare attrice Viola Dana, moglie del regista.
La sceneggiatura si basa su Flower of the Dusk, romanzo di Myrtle Reed pubblicato a New York nel 1908.

## Trama
Ambrose North, che è cieco, si tormenta rimuginando per anni sul suicidio della moglie Constance, morta quando la figlia Barbara aveva appena due anni. La ragazza, al compimento del ventunesimo anno, apre una lettera lasciatale dalla madre dove Constance le confessa di volersi suicidare a causa di una relazione che ha avuto con Lawrence Austin. Barbara, conscia che la verità potrebbe ferire ancora di più il padre, inventa per lui una storia diversa. Ambrose si sottopone a un'operazione che dovrebbe restituirgli la vista ma Miriam, la sorella di Constance, che era stata lasciata da Ambrose per la sorella, è decisa - dopo tanti anni - a vendicarsi del torto subito e vuole fargli leggere la lettera di Constance. Ma, presa dall'impazienza, gli toglie le bende troppo in fretta. Ambrose, ferito gravemente, delira quando vede la figlia che scambia per lo spirito della moglie, ritornata da lui per rassicurarlo del suo amore e muore felice con questa convinzione.

## Produzione
Il film fu prodotto dalla Metro Pictures Corporation.

## Distribuzione
Distribuito dalla Metro Pictures Corporation, il film uscì nelle sale cinematografiche statunitensi il 12 agosto 1918. Il copyright del film, richiesto dalla Metro Pictures Corp., fu registrato il 20 agosto 1918 con il numero LP12767.